# Municipalité locale (Québec)
Pour les articles homonymes, voir Municipalité locale.
Pour les autres articles nationaux ou selon les autres juridictions, voir Municipalité.

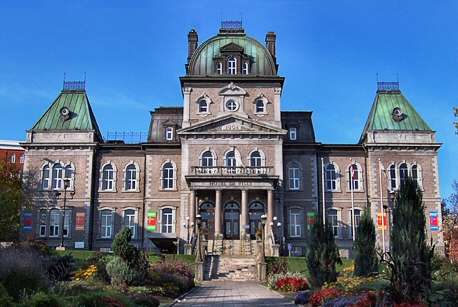
L'hôtel de ville de Sherbrooke, siège administratif de la municipalité de ville éponyme.

Les municipalités locales sont des entités administratives assurant la gestion territoriale des collectivités publiques québécoises établies en un lieu déterminé et qui y jouissent d'un pouvoir de juridiction et réglementation dévolu par le gouvernement du Québec. En avril 2020, 1 108 municipalités locales sont constituées sur le territoire québécois. Toute partie du territoire québécois qui n'est pas celui d'une municipalité locale est un territoire non organisé (TNO) ou une réserve indienne.
Dans le cadre de l'administration territoriale du Québec, les compétences des municipalités locales sont généralement relatives à l'urbanisme, au développement économique, à la voirie, au transport en commun, à la sécurité publique (unité de policiers locaux et de pompiers), à la distribution d'eau, à la disposition des matières résiduelles, aux loisirs et à la vie communautaire. Généralement organisées au sein d'un système d'administration à double niveau de compétences, municipalité régionale de comté (MRC) ou agglomérations, les municipalités locales peuvent également convenir entre elles de régies intermunicipales afin de bonifier leur prestation de services aux citoyens résidant sur leur territoire.
Une municipalité locale est constituée d'un conseil municipal qui est, sauf exceptions, formé d'un maire et d'au moins six conseillers municipaux, anciennement et parfois encore appelés « échevins » comme en Belgique francophone. Ces représentants qui sont élus démocratiquement par scrutin majoritaire lors d'élections tenues tous les quatre ans adoptent les résolutions de la municipalité et gèrent le budget, les infrastructures et les fonctionnaires municipaux. De plus, dans les villes où la population est plus nombreuse, telles que Montréal, Québec, Longueuil, Sherbrooke, Saguenay et Lévis, ou dans celles présentant des particularités linguistiques, telles que Grenville-sur-la-Rouge et Métis-sur-Mer, le territoire de la municipalité est subdivisé en arrondissements ayant chacun leur propre conseil de gestion territoriale.
Les municipalités locales observent les textes émis par le ministère des Affaires municipales et de l'Habitation (MAMH) ainsi que les différentes lois du Parlement du Québec, dont la Loi sur les cités et villes, la Loi sur l'organisation territoriale municipale, le Code municipal du Québec et la Loi sur les compétences municipales. C'est la Commission municipale du Québec, organisme gouvernemental, qui est chargé d'assurer le respect des lois et des normes en milieu municipal au Québec.

## Appellation et réglementation
En accord avec l'article 92 de la Loi constitutionnelle canadienne de 1867 qui décrit la répartition des pouvoirs entre l'État fédéral et les provinces, les municipalités locales du Québec relèvent législativement du gouvernement provincial québécois qui détient le pouvoir de les dissoudre, de les fusionner et de leur imposer des règles et des normes. Elles sont catégorisées en fonction des lois qui les régissent à ce niveau administratif par le Code municipal du Québec, la Loi sur les cités et villes ou certaines lois ou chartes spéciales appliquées par le ministère des Affaires municipales et de l'Occupation du territoire du Québec. Ces lois ont préséance sur celles du palier local et servent à définir les pouvoirs du conseil et les responsabilités de la municipalité.
|  |  |  |  |  |  |  |  |  |  |  |  |  |  |                                                    |                                                    |                                                    |                                                    |                                                    |                                                    |  |  |  |  |  |  |  |  |  |  | Constitution canadienne |  |  |  |  |  |                                   |                                   |                                   |                                   |                                   |                                   |  |  |  |  |                                                       |                                                       |                                                       |                                                       |                                                       |                                                       |  |  |  |  |                             |                             |                             |                             |                             |                             |  |  |  |  |  |  |  |  |  |  |
|  |  |  |  |  |  |  |  |  |  |  |  |  |  |                                                    |                                                    |                                                    |                                                    |                                                    |                                                    |  |  |  |  |  |  |  |  |  |  |                         |  |  |  |  |  |                                   |                                   |                                   |                                   |                                   |                                   |  |  |  |  |                                                       |                                                       |                                                       |                                                       |                                                       |                                                       |  |  |  |  |                             |                             |                             |                             |                             |                             |  |  |  |  |  |  |  |  |  |  |
|  |  |  |  |  |  |  |  |  |  |  |  |  |  |                                                    |                                                    |                                                    |                                                    |                                                    |                                                    |  |  |  |  |  |  |  |  |  |  |                         |  |  |  |  |  |                                   |                                   |                                   |                                   |                                   |                                   |  |  |  |  |                                                       |                                                       |                                                       |                                                       |                                                       |                                                       |  |  |  |  |                             |                             |                             |                             |                             |                             |  |  |  |  |  |  |  |  |  |  |
|  |  |  |  |  |  |  |  |  |  |  |  |  |  | Gouvernement fédéral canadien                      | Gouvernement fédéral canadien                      | Gouvernement fédéral canadien                      | Gouvernement fédéral canadien                      | Gouvernement fédéral canadien                      | Gouvernement fédéral canadien                      |  |  |  |  |  |  |  |  |  |  |                         |  |  |  |  |  |                                   |                                   |                                   |                                   |                                   |                                   |  |  |  |  | Gouvernement provincial québécois                     | Gouvernement provincial québécois                     | Gouvernement provincial québécois                     | Gouvernement provincial québécois                     | Gouvernement provincial québécois                     | Gouvernement provincial québécois                     |  |  |  |  |                             |                             |                             |                             |                             |                             |  |  |  |  |  |  |  |  |  |  |
|  |  |  |  |  |  |  |  |  |  |  |  |  |  | Gouvernement fédéral canadien                      | Gouvernement fédéral canadien                      | Gouvernement fédéral canadien                      | Gouvernement fédéral canadien                      | Gouvernement fédéral canadien                      | Gouvernement fédéral canadien                      |  |  |  |  |  |  |  |  |  |  |                         |  |  |  |  |  |                                   |                                   |                                   |                                   |                                   |                                   |  |  |  |  | Gouvernement provincial québécois                     | Gouvernement provincial québécois                     | Gouvernement provincial québécois                     | Gouvernement provincial québécois                     | Gouvernement provincial québécois                     | Gouvernement provincial québécois                     |  |  |  |  |                             |                             |                             |                             |                             |                             |  |  |  |  |  |  |  |  |  |  |
|  |  |  |  |  |  |  |  |  |  |  |  |  |  | Ministère des Affaires indiennes et du Nord Canada | Ministère des Affaires indiennes et du Nord Canada | Ministère des Affaires indiennes et du Nord Canada | Ministère des Affaires indiennes et du Nord Canada | Ministère des Affaires indiennes et du Nord Canada | Ministère des Affaires indiennes et du Nord Canada |  |  |  |  |  |  |  |  |  |  |                         |  |  |  |  |  |                                   |                                   |                                   |                                   |                                   |                                   |  |  |  |  | Ministère des Affaires municipales et de l'Habitation | Ministère des Affaires municipales et de l'Habitation | Ministère des Affaires municipales et de l'Habitation | Ministère des Affaires municipales et de l'Habitation | Ministère des Affaires municipales et de l'Habitation | Ministère des Affaires municipales et de l'Habitation |  |  |  |  |                             |                             |                             |                             |                             |                             |  |  |  |  |  |  |  |  |  |  |
|  |  |  |  |  |  |  |  |  |  |  |  |  |  | Ministère des Affaires indiennes et du Nord Canada | Ministère des Affaires indiennes et du Nord Canada | Ministère des Affaires indiennes et du Nord Canada | Ministère des Affaires indiennes et du Nord Canada | Ministère des Affaires indiennes et du Nord Canada | Ministère des Affaires indiennes et du Nord Canada |  |  |  |  |  |  |  |  |  |  |                         |  |  |  |  |  |                                   |                                   |                                   |                                   |                                   |                                   |  |  |  |  | Ministère des Affaires municipales et de l'Habitation | Ministère des Affaires municipales et de l'Habitation | Ministère des Affaires municipales et de l'Habitation | Ministère des Affaires municipales et de l'Habitation | Ministère des Affaires municipales et de l'Habitation | Ministère des Affaires municipales et de l'Habitation |  |  |  |  |                             |                             |                             |                             |                             |                             |  |  |  |  |  |  |  |  |  |  |
|  |  |  |  |  |  |  |  |  |  |  |  |  |  |                                                    |                                                    |                                                    |                                                    |                                                    |                                                    |  |  |  |  |  |  |  |  |  |  |                         |  |  |  |  |  |                                   |                                   |                                   |                                   |                                   |                                   |  |  |  |  |                                                       |                                                       |                                                       |                                                       |                                                       |                                                       |  |  |  |  |                             |                             |                             |                             |                             |                             |  |  |  |  |  |  |  |  |  |  |
|  |  |  |  |  |  |  |  |  |  |  |  |  |  | Réserves indiennes                                 | Réserves indiennes                                 | Réserves indiennes                                 | Réserves indiennes                                 | Réserves indiennes                                 | Réserves indiennes                                 |  |  |  |  |  |  |  |  |  |  |                         |  |  |  |  |  | Municipalités régionales de comté | Municipalités régionales de comté | Municipalités régionales de comté | Municipalités régionales de comté | Municipalités régionales de comté | Municipalités régionales de comté |  |  |  |  |                                                       |                                                       |                                                       |                                                       |                                                       |                                                       |  |  |  |  | Communautés métropolitaines | Communautés métropolitaines | Communautés métropolitaines | Communautés métropolitaines | Communautés métropolitaines | Communautés métropolitaines |  |  |  |  |  |  |  |  |  |  |
|  |  |  |  |  |  |  |  |  |  |  |  |  |  | Réserves indiennes                                 | Réserves indiennes                                 | Réserves indiennes                                 | Réserves indiennes                                 | Réserves indiennes                                 | Réserves indiennes                                 |  |  |  |  |  |  |  |  |  |  |                         |  |  |  |  |  | Municipalités régionales de comté | Municipalités régionales de comté | Municipalités régionales de comté | Municipalités régionales de comté | Municipalités régionales de comté | Municipalités régionales de comté |  |  |  |  |                                                       |                                                       |                                                       |                                                       |                                                       |                                                       |  |  |  |  | Communautés métropolitaines | Communautés métropolitaines | Communautés métropolitaines | Communautés métropolitaines | Communautés métropolitaines | Communautés métropolitaines |  |  |  |  |  |  |  |  |  |  |
|  |  |  |  |  |  |  |  |  |  |  |  |  |  |                                                    |                                                    |                                                    |                                                    |                                                    |                                                    |  |  |  |  |  |  |  |  |  |  |                         |  |  |  |  |  |                                   |                                   |                                   |                                   |                                   |                                   |  |  |  |  | Municipalités locales                                 |                                                       |                                                       |                                                       |                                                       |                                                       |  |  |  |  |                             |                             |                             |                             |                             |                             |  |  |  |  |  |  |  |  |  |  |

Au Québec, les municipalités locales détiennent des pouvoirs et des responsabilités établies soit en fonction de la Loi sur les cités et les villes , soit par le Code municipal du Québec. Elles sont respectivement catégorisées en municipalités rurales ou de campagne et en municipalités de ville.
Les municipalités rurales ou de campagne portent les appellations de paroisse, canton, cantons-unis, municipalité ou village. Pour être appelée village, une municipalité de campagne doit avoir sur son territoire au moins quarante maisons sur une superficie de moins de soixante arpents et une évaluation foncière minimale de 50 000 $. En 2010, on comptait 609 municipalités, 45 cantons, 2 cantons-unis, 189 paroisses et 46 villages au Québec.
Les municipalités de villes sont désignées comme des villes ou des cités. Sauf exceptions, les municipalités de ville comptent au moins 2 000 habitants. On compte actuellement 222 villes au Québec.
Les sept autres chartes existantes encadrent des municipalités locales particulières. Par exemple, les deux villes les plus peuplées de la province, Montréal et Québec possèdent des chartes indépendantes depuis 1831. Les autres municipalités encadrés par des lois particulières sont les villages nordiques, les villages cris et naskapis et la municipalité Eeyou Istchee Baie-James.
|  |  |  |  |  |  |  |  |                                      |                                      |                                      |                                      |                                      |                                      |                                                                                               |                                                                                               |                                                                                               |                                                                                               |                                                                                               |                                                                                               |                          |                          |                          |                          |  |  |                       |                       |                       |                       | Municipalités locales       |                             |                             |                             |                             |                             |                        |                        |                        |                        |  |  |  |  |  |  |                |                |                |                |                |                |  |  |  |  |  |  |  |  |  |  |  |  |  |  |  |  | | | | | | |  |  |  |  |  |  |  |  |
|  |  |  |  |  |  |  |  |                                      |                                      |                                      |                                      |                                      |                                      |                                                                                               |                                                                                               |                                                                                               |                                                                                               |                                                                                               |                                                                                               |                          |                          |                          |                          |  |  |                       |                       |                       |                       |                             |                             |                             |                             |                             |                             |                        |                        |                        |                        |  |  |  |  |  |  |                |                |                |                |                |                |  |  |  |  |  |  |  |  |  |  |  |  |  |  |  |  | | | | | | |  |  |  |  |  |  |  |  |
|  |  |  |  |  |  |  |  |                                      |                                      |                                      |                                      |                                      |                                      |                                                                                               |                                                                                               |                                                                                               |                                                                                               |                                                                                               |                                                                                               |                          |                          |                          |                          |  |  |                       |                       |                       |                       |                             |                             |                             |                             |                             |                             |                        |                        |                        |                        |  |  |  |  |  |  |                |                |                |                |                |                |  |  |  |  |  |  |  |  |  |  |  |  |  |  |  |  | | | | | | |  |  |  |  |  |  |  |  |
|  |  |  |  |  |  |  |  |                                      |                                      |                                      |                                      |                                      |                                      | Code municipal du Québec                                                                      | Code municipal du Québec                                                                      | Code municipal du Québec                                                                      | Code municipal du Québec                                                                      | Code municipal du Québec                                                                      | Code municipal du Québec                                                                      |                          |                          |                          |                          |  |  |                       |                       |                       |                       | Loi sur les cités et villes | Loi sur les cités et villes | Loi sur les cités et villes | Loi sur les cités et villes | Loi sur les cités et villes | Loi sur les cités et villes |                        |                        |                        |                        |  |  |  |  |  |  | Autres chartes | Autres chartes | Autres chartes | Autres chartes | Autres chartes | Autres chartes |  |  |  |  |  |  |  |  |  |  |  |  |  |  |  |  | | | | | | |  |  |  |  |  |  |  |  |
|  |  |  |  |  |  |  |  |                                      |                                      |                                      |                                      |                                      |                                      | Code municipal du Québec                                                                      | Code municipal du Québec                                                                      | Code municipal du Québec                                                                      | Code municipal du Québec                                                                      | Code municipal du Québec                                                                      | Code municipal du Québec                                                                      |                          |                          |                          |                          |  |  |                       |                       |                       |                       | Loi sur les cités et villes | Loi sur les cités et villes | Loi sur les cités et villes | Loi sur les cités et villes | Loi sur les cités et villes | Loi sur les cités et villes |                        |                        |                        |                        |  |  |  |  |  |  | Autres chartes | Autres chartes | Autres chartes | Autres chartes | Autres chartes | Autres chartes |  |  |  |  |  |  |  |  |  |  |  |  |  |  |  |  | | | | | | |  |  |  |  |  |  |  |  |
|  |  |  |  |  |  |  |  |                                      |                                      |                                      |                                      |                                      |                                      |                                                                                               |                                                                                               |                                                                                               |                                                                                               |                                                                                               |                                                                                               |                          |                          |                          |                          |  |  |                       |                       |                       |                       |                             |                             |                             |                             |                             |                             |                        |                        |                        |                        |  |  |  |  |  |  |                |                |                |                |                |                |  |  |  |  |  |  |  |  |  |  |  |  |  |  |  |  | | | | | | |  |  |  |  |  |  |  |  |
|  |  |  |  |  |  |  |  | Municipalités rurales ou de campagne | Municipalités rurales ou de campagne | Municipalités rurales ou de campagne | Municipalités rurales ou de campagne | Municipalités rurales ou de campagne | Municipalités rurales ou de campagne |                                                                                               |                                                                                               |                                                                                               |                                                                                               | Municipalités de village                                                                      | Municipalités de village                                                                      | Municipalités de village | Municipalités de village | Municipalités de village | Municipalités de village |  |  | Municipalités de cité | Municipalités de cité | Municipalités de cité | Municipalités de cité | Municipalités de cité       | Municipalités de cité       |                             |                             | Municipalités de ville      | Municipalités de ville      | Municipalités de ville | Municipalités de ville | Municipalités de ville | Municipalités de ville |  |  |  |  |  |  |                |                |                |                |                |                |  |  |  |  |  |  |  |  |  |  |  |  |  |  |  |  | | | | | | |  |  |  |  |  |  |  |  |
|  |  |  |  |  |  |  |  | Municipalités rurales ou de campagne | Municipalités rurales ou de campagne | Municipalités rurales ou de campagne | Municipalités rurales ou de campagne | Municipalités rurales ou de campagne | Municipalités rurales ou de campagne | Municipalités Municipalités de paroisse Municipalités de canton Municipalités de cantons-unis | Municipalités Municipalités de paroisse Municipalités de canton Municipalités de cantons-unis | Municipalités Municipalités de paroisse Municipalités de canton Municipalités de cantons-unis | Municipalités Municipalités de paroisse Municipalités de canton Municipalités de cantons-unis | Municipalités Municipalités de paroisse Municipalités de canton Municipalités de cantons-unis | Municipalités Municipalités de paroisse Municipalités de canton Municipalités de cantons-unis | Municipalités de village | Municipalités de village | Municipalités de village | Municipalités de village |  |  | Municipalités de cité | Municipalités de cité | Municipalités de cité | Municipalités de cité | Municipalités de cité       | Municipalités de cité       |                             |                             | Municipalités de ville      | Municipalités de ville      | Municipalités de ville | Municipalités de ville | Municipalités de ville | Municipalités de ville |  |  |  |  |  |  |                |                |                |                |                |                |  |  |  |  |  |  |  |  |  |  |  |  |  |  |  |  | Ville de Montréal Ville de Québec Eeyou Istchee Baie-James Villes minières Villages nordiques Villages cris Villages naskapis | Ville de Montréal Ville de Québec Eeyou Istchee Baie-James Villes minières Villages nordiques Villages cris Villages naskapis | Ville de Montréal Ville de Québec Eeyou Istchee Baie-James Villes minières Villages nordiques Villages cris Villages naskapis | Ville de Montréal Ville de Québec Eeyou Istchee Baie-James Villes minières Villages nordiques Villages cris Villages naskapis | Ville de Montréal Ville de Québec Eeyou Istchee Baie-James Villes minières Villages nordiques Villages cris Villages naskapis | Ville de Montréal Ville de Québec Eeyou Istchee Baie-James Villes minières Villages nordiques Villages cris Villages naskapis |  |  |  |  |  |  |  |  |

### Structures municipales supra-locales et régionales
En 2010, 96 % des 1 110 municipalités locales au Québec, évoluent au sein des 88 municipalités régionales de comté (MRC). Depuis leur entrée en vigueur en 1980 avec la Loi sur l'aménagement et l'urbanisme, ces structures supra-locales regroupent l'ensemble des municipalités locales d'un territoire donné. Certaines d'entre elles comprennent des territoires non organisés. Régies par le Code municipal, leur fonction principale est l'aménagement du territoire. Elles peuvent également gérer la distribution d'eau, la collecte des matières résiduelles et le transport en commun dans un groupe de municipalités.
Les 47 municipalités locales hors-MRC sont le plus souvent des agglomérations importantes, isolées ou évoluant dans des communautés métropolitaines de Montréal ou de Québec.
Créées en 2002 à l'issue du processus de fusions municipales, ces deux communautés métropolitaines regroupent plus d'une centaine de municipalités et environ 4 560 000 habitants, soit 59 % des Québécois. Ces structures englobent principalement un grand centre et ses banlieues et assurent une meilleure répartition des services et de la richesse sur les territoires qu'elles desservent.
Au nord du 55e parallèle, les municipalités de villages nordiques sont administrées par l'administration régionale Kativik.
Les 17 régions administratives du Québec scindent la province en concentrations de population sur une même division de territoire. À l'exception de celle de Montréal et de Laval, une région compte plusieurs municipalités régionales de comté et un ministre responsable. Les conférences régionales des élus regroupent les préfets des municipalités régionales de comté et maires des municipalités locales de 5 000 habitants et plus dans chaque région.

## Historique de l'implantation et de l'évolution du système municipal au Québec

### Débuts des administrations locales publiques (1830-1870)

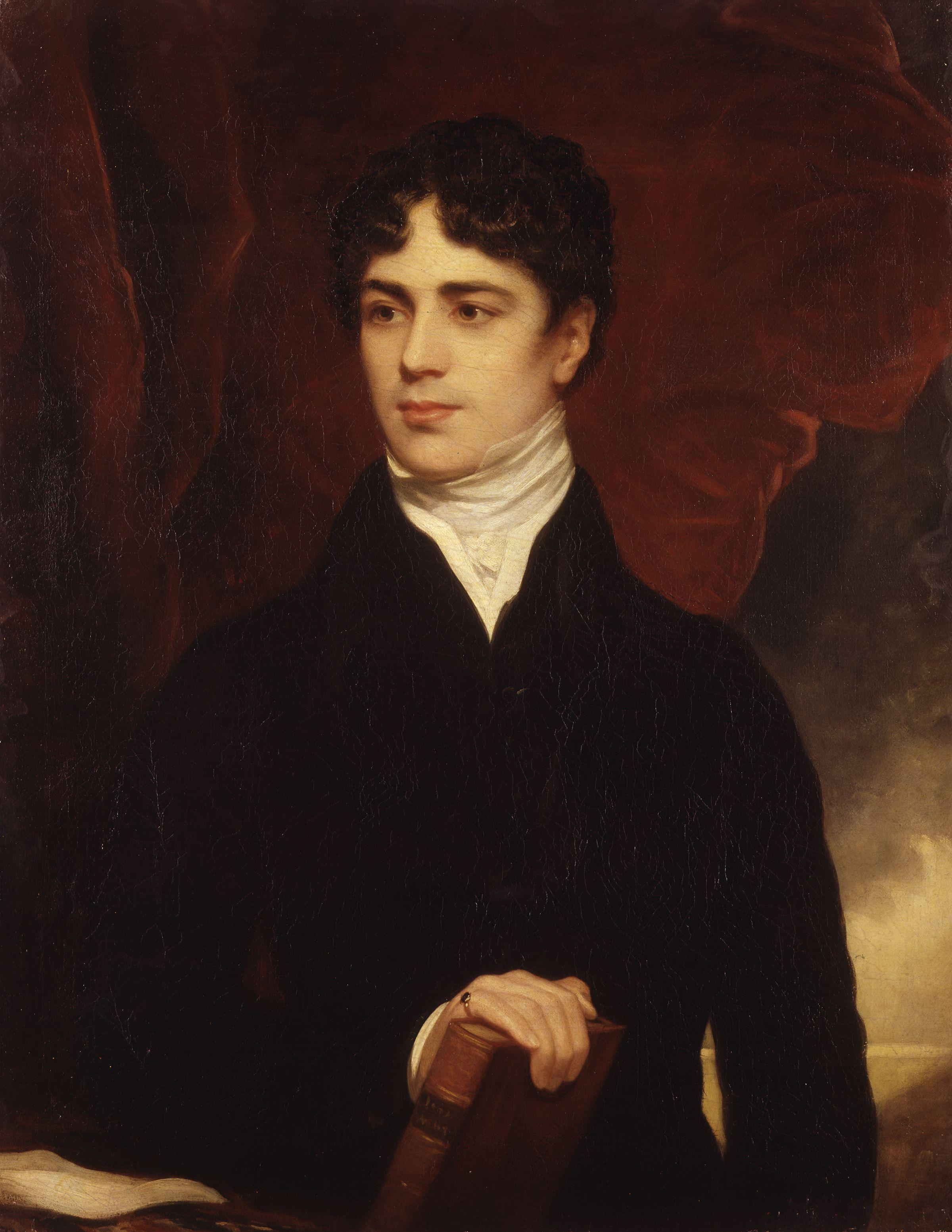
John George Lambton, 1er comte de Durham, est considéré comme le père-fondateur du système municipal québécois

Les premières corporations municipales du Québec sont créées à la suite de la demande de commerçants et de propriétaires fonciers de Montréal et Québec en 1831. Les chartes des municipalités de cités et villes de Québec et Montréal ne seront toutefois pas renouvelées lors de leur expiration en 1836. Elles seront érigées de nouveau en 1841.
Publié le 16 février 1839, à la suite de la rébellion des Patriotes, le Rapport sur les affaires de l'Amérique du Nord britannique (rapport Durham) de John George Lambton critique l'administration du Bas-Canada et relève l'absence d'institutions locales dans la colonie autre que les paroisses ecclésiastiques. On peut y lire :

« De fait, au-delà des murs de Québec, toute administration régulière du pays paraît cesser ; il y avait à peine, littéralement parlant, un seul fonctionnaire public, à l'exception de Montréal et des Trois-Rivières, auquel on pût transmettre un ordre. [...] Dans le reste de la province il n'y a ni shérif, ni maire, ni constable, ni aucune sorte de fonctionnaire supérieur de l'administration. Il n'y a ni officiers de comté, ni municipaux, ni paroissiaux, soit nommés par la Couronne, soit élus par le peuple. »

— Rapport Durham, 16 février 1839

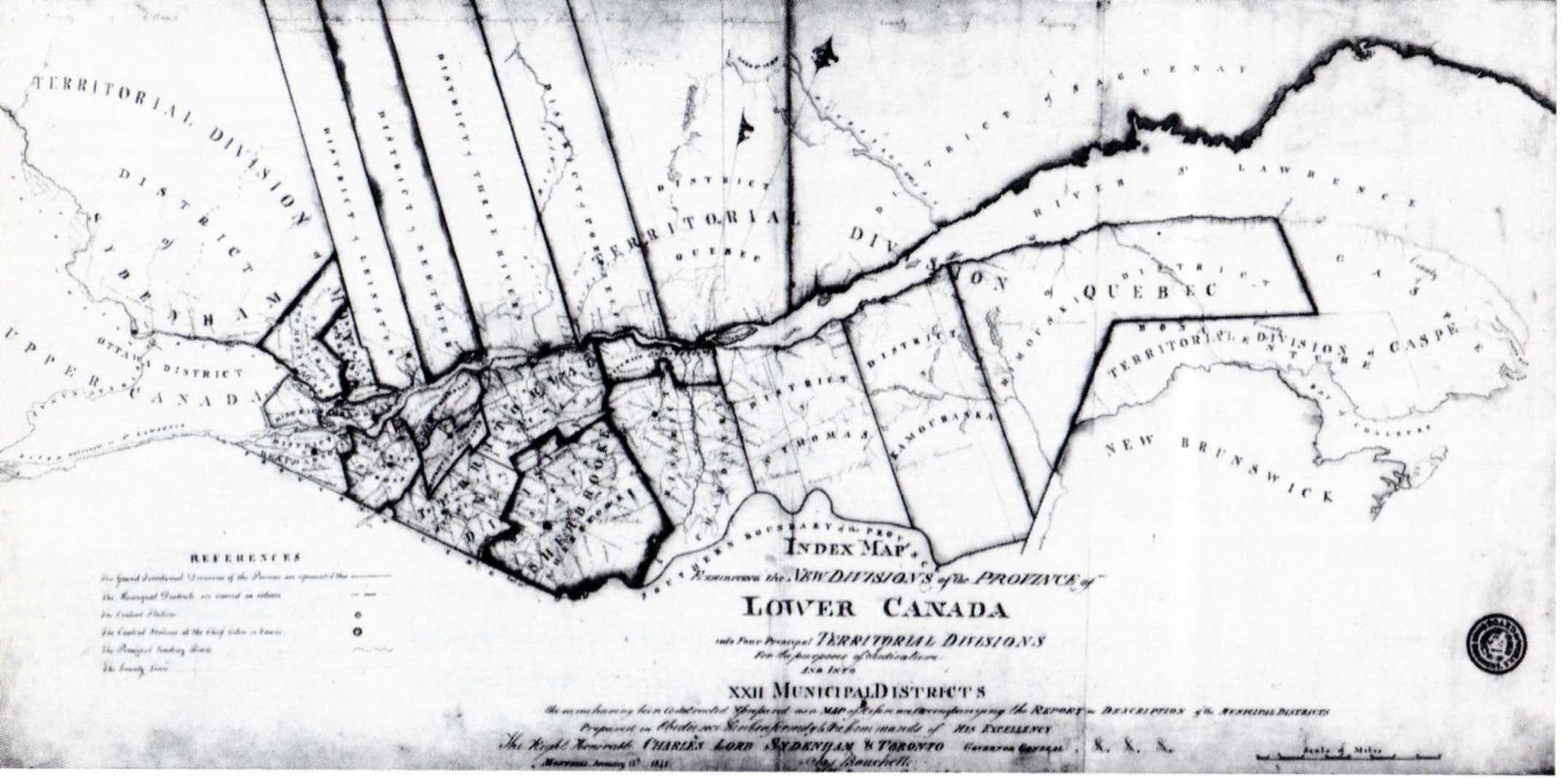
Carte des 22 districts municipaux créés au Bas-Canada en 1841

Au cours de l'année suivante le Conseil spécial du Bas-Canada, présidé par lord Sydenham, émet lors de sa dernière session avant sa dissolution deux ordonnances municipales visant à corriger ces lacunes. La première ordonnance vise à imposer l'élection de certains officiers et la seconde à établir une structure administrative locale. Le territoire est ainsi divisé en districts représentés par des officiers. Vingt-deux districts sont créés en 1841, et deux sont ajoutés l'année suivante. Les responsabilités confiées à ces districts municipaux comprennent la construction et l'entretien des édifices publics, la voirie, la police et les écoles. Bien qu'elles établissent une base à l'instauration du système municipal, ces deux ordonnances font face à une très forte opposition chez les Canadiens français, qui ne les appliquent pas, les percevant comme des « machines à taxer ». Cette opposition est également justifiée par le fait que les officiers sont nommés par le gouverneur de la province.
En 1845, les deux ordonnances sont abrogées et remplacées par une nouvelle loi qui voit à l'incorporation en municipalités des paroisses, townships (cantons), villages et villes, rendant ainsi obsolètes les anciens districts. Les habitants de ces nouvelles entités administratives doivent élire 7 conseillers municipaux aux 3 ans qui, par la suite, élisent un maire entre eux.
À la suite de l'adoption d'une nouvelle loi en 1847, les 321 municipalités de paroisses ou de cantons créées depuis 1845 sont remplacées par 46 municipalités de comté basées sur les districts électoraux existants. Chacun de ces comtés est représenté par un maire élu par des conseillers délégués en paire dans chaque paroisse du comté. Les municipalités de ville et de village peuvent continuer d'exister; cependant on ne compte que trois villes ou cités et neuf villages en 1847, auxquels s'ajouteront trois villes et 20 villages entre 1847 et 1855. Encore une fois, ce système est critiqué par la population et l'application de ses règles, comme les mandats limités à 2 ans pour les élus, est négligée. Il faut attendre 1854 pour qu'un acte vienne mieux encadrer l'application de ces loi.

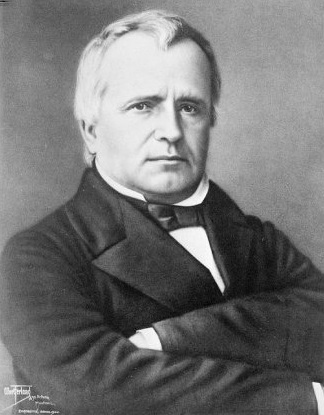
Sir Louis-Hippolyte La Fontaine propose en 1855 la dualité administrative comté-paroisse, mieux adapté à la réalité des Canadiens français de l'époque

 En 1855 est adopté l'Acte des municipalités et des chemins du Bas-Canada, l'ancêtre direct du Code municipal. La nouvelle structure administrative locale repose sur la dualité municipale entre les corporations locales (municipalités, paroisses) à l'intérieur de corporation de comté. Ce système, proposé par Louis-Hippolyte La Fontaine, juge en chef pour le Bas-Canada à l'époque, est en vigueur au Québec jusqu'en 1979. La loi de 1847 est alors abrogée. Le premier niveau de responsabilité, les municipalités locales, se compose des paroisses ecclésiastiques et civiles ainsi que des cantons (townships) constitués par lettres patentes, qui sont érigés en corporations municipales. Le second niveau, celui des municipalités de comté, est constitué de territoires identiques aux districts électoraux qui viennent d'être définis en 1853, sauf en ce qui concerne les cités de Québec et de Montréal; 61 de ces municipalités de comté sont créées dans le Canada-Est. Cependant, les municipalités locales qui ont le statut de ville ou de cité ne sont pas soumises à la juridiction de la municipalité de comté.
De 1855 à 1870, cet acte est amendé à plusieurs reprises afin d’accroître son autonomie et est refondu en 1860 sous le nom d’Acte concernant les municipalités et chemins dans le Bas-Canada.
De la reconnaissance de la responsabilité ministérielle en 1848 par la couronne britannique, l'administration centrale de la colonie connaît de nombreux changements politiques qui résultent en 1867 à la confédération canadienne et la Loi constitutionnelle de 1867 qui vient accorder aux provinces la gestion et le pouvoir législatif sur les institutions municipales et leur organisation.

### Implantation et développement du système municipal actuel (1870-1960)

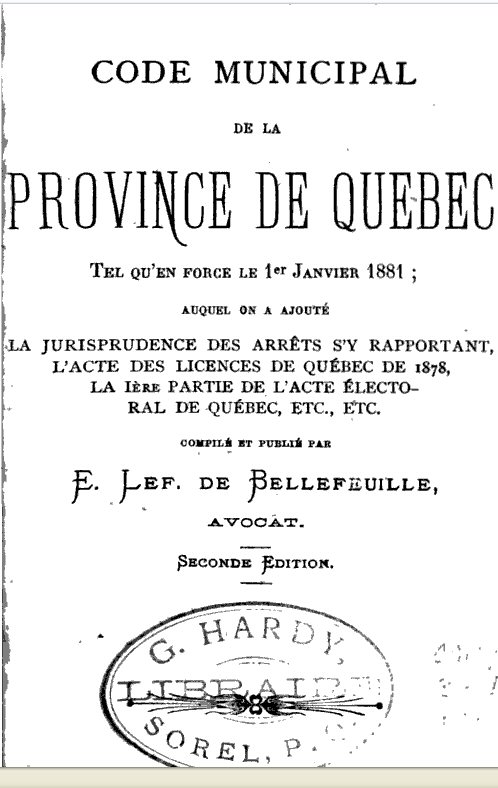
L'une des premières versions du Code municipal (1881)

En 1870, l’Assemblée législative du Québec adopte le Code municipal du Québec qui remplace l’Acte concernant les municipalités et chemins dans le Bas-Canada. Il entre en vigueur dès le 2 novembre 1871.
L'Acte des clauses générales des corporations de ville est sanctionné en 1876. Cette loi est mieux adapté au milieu urbain qui subit de nombreuses transformations à la fin du XIXe siècle au Québec; elle élargit les pouvoirs des municipalités.

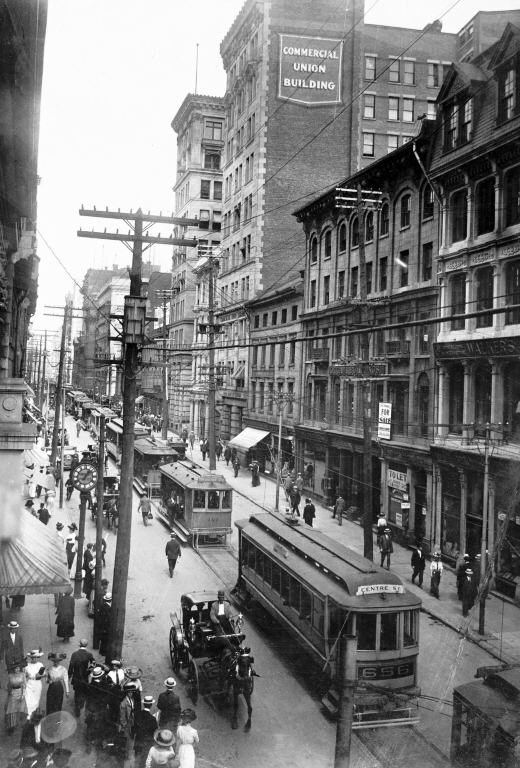
L'urbanisation de la fin du XIXe siècle au Québec favorise l'adoption de la Loi sur les cités et les villes en 1903

De 1871 à 1901, la proportion de québécois habitant les villes passe de 20 % à 36 %. Ce mouvement d'exode rural vers les grands centres amène le gouvernement à améliorer davantage les législations qui encadrent les milieux urbains. En 1903, l’Acte des clauses générales des corporations de ville est remplacée par la Loi sur les cités et les villes. La refonte de cette loi en 1922 amènera le poste de gérant, aujourd'hui mieux connu comme le directeur général, le fonctionnaire en chef d'une municipalité de ville ou de village.
En 1918, est créé le ministère des Affaires municipales du Québec affecté à la surveillance de la gestion et l'application des législations afférentes aux gouvernements locaux, mais surtout à l'assistance technique et administrative aux municipalités. En 1925, le ministère crée le Bureau des inspecteurs-vérificateurs, un département critiqué pour sa dépendance au pouvoir politique en place et la piètre qualification de ces inspecteurs.
La Grande Dépression, qui débute avec le Krach de 1929, entraîne vers la faillite de nombreuses municipalités de la province. Constituée comme un organisme gouvernemental indépendant, la Commission municipale du Québec est mise sur pied en 1932 pour surveiller et contrôler la gestion financière des administrations locales sans toutefois nuire à l'autonomie des municipalités. À cette époque, 75 municipalités sont mises sous tutelle.
En 1953, le gouvernement de Maurice Duplessis commande la Commission royale d'enquête sur les problèmes constitutionnels, mieux connu sous le nom de Commission Tremblay, qui remet en question la centralisation des pouvoirs du gouvernement canadien, à la suite de la Grande Dépression, qui isole le Québec au sein de la fédération canadienne. Le rapport final du juge Thomas Tremblay étudie la répartition des pouvoirs et des impôts entre le pouvoir central, les provinces et les municipalités.

### Réformes, fusions et histoire récente (depuis 1960)
Les réformes du monde municipal québécois, qui suivent la Révolution tranquille, à la fin des années 1960, touchent principalement aux regroupements de municipalités locales et aux structures administratives supra-locales qui les regroupent.
En 1965, la Loi sur les fusions volontaires est adoptée par le gouvernement libéral de Jean Lesage. Elle vise à inciter les municipalités à se regrouper afin d'assurer leurs revenus et de fournir une plus grande gamme de services à la population. La même année est fusionné l'ensemble des 14 municipalités de l'île Jésus ; elles deviennent la ville de Laval. Jusqu'en 1971, seules 42 autres fusions sont réalisées grâce à cette loi.
À la fin de 1969, deux communautés urbaines et une communauté régionale sont créées pour l'agglomération de Montréal, de Québec et l'Outaouais. Elles regroupent à l'époque les villes centres de Montréal, Québec et Hull ainsi que leurs banlieues.
Rédigé par le ministre des affaires municipales Maurice Tessier, le Livre blanc sur la décentralisation administrative territoriale entraîne, dès sa parution en 1971, l'élaboration de la loi des fusions semi-volontaires qui permet, de 1971 à 1981, le regroupement de 65 municipalités en 20 municipalités.
En 1979, le ministre Guy Tardif, du Parti québécois, entame la plus importante réforme du système municipal québécois en 150 ans. Quatre lois sont adoptées : la Loi sur la fiscalité municipale, la Loi sur la démocratie municipale, la Loi sur les ententes intermunicipales et la Loi sur l'aménagement et l'urbanisme. Elles entraînent la création des municipalités régionales de comté et la disparition des municipalités de comté.
La mise en marche de la réforme Ryan et la loi 145 en 1992 entraîne un transfert et la décentralisation de compétences du gouvernement provincial vers les municipalités locales. Ce phénomène de décentralisation est accentué par la réforme Trudel en 1997. qui entraîne une diminution substantielle des subventions gouvernementales aux municipalités.
En 2000, la ministre des Affaires municipales, Louise Harel, présente le livre blanc La Réorganisation municipale : changer les façons de faire pour mieux servir les citoyens qui illustre les procédures à suivre pour la fusion forcée de 200 municipalités au cours de l'année 2002. Malgré la colère dans certaines communautés, les fusions municipales sont réalisées.
En 2006, des référendums sont tenus pour des dé-fusions municipales dans toutes les anciennes communautés ayant recueilli un nombre suffisant de noms sur une pétition émise à cet effet en 2004. En tout, 32 municipalités locales seront dé-fusionnées.

## Les municipalités locales
Les municipalités locales du Québec sont de véritables administrations locales jouissant d'un pouvoir public décentralisé et possédant ainsi une autonomie dans leurs sphères de compétences. Elles comprennent tous une assemblée politique, composée d'élus qui adoptent les résolutions et assurent la gestion de leur municipalité respective, et de services administratifs, composée de fonctionnaires qui appliquent les lois et règlements municipaux et qui fournissent les services aux citoyens.

### Structure municipale
La hiérarchie administrative d'une municipalité locale dépend de la taille de la communauté et de la législation provinciale qui la régit.
Selon le Code municipal, la municipalité locale possède une structure allégée où le conseil compte 6 conseillers, un maire et un secrétaire-trésorier qui est chargé de transmettre les motions du conseil aux inspecteurs et fonctionnaires de la municipalité.
Selon la loi sur les cités et les villes, le nombre de conseillers devient relatif à la taille de la communauté. Le secrétaire-trésorier est remplacé par un directeur général qui gère un ensemble de départements.
| Municipalité administrée selon le Code municipal | Municipalité administrée selon la Loi sur les cités et les villes |
| ------------------------------------------------ | ----------------------------------------------------------------- |
|                                                  |                                                                   |

### Politique municipale

#### Élections municipales

##### Électeurs

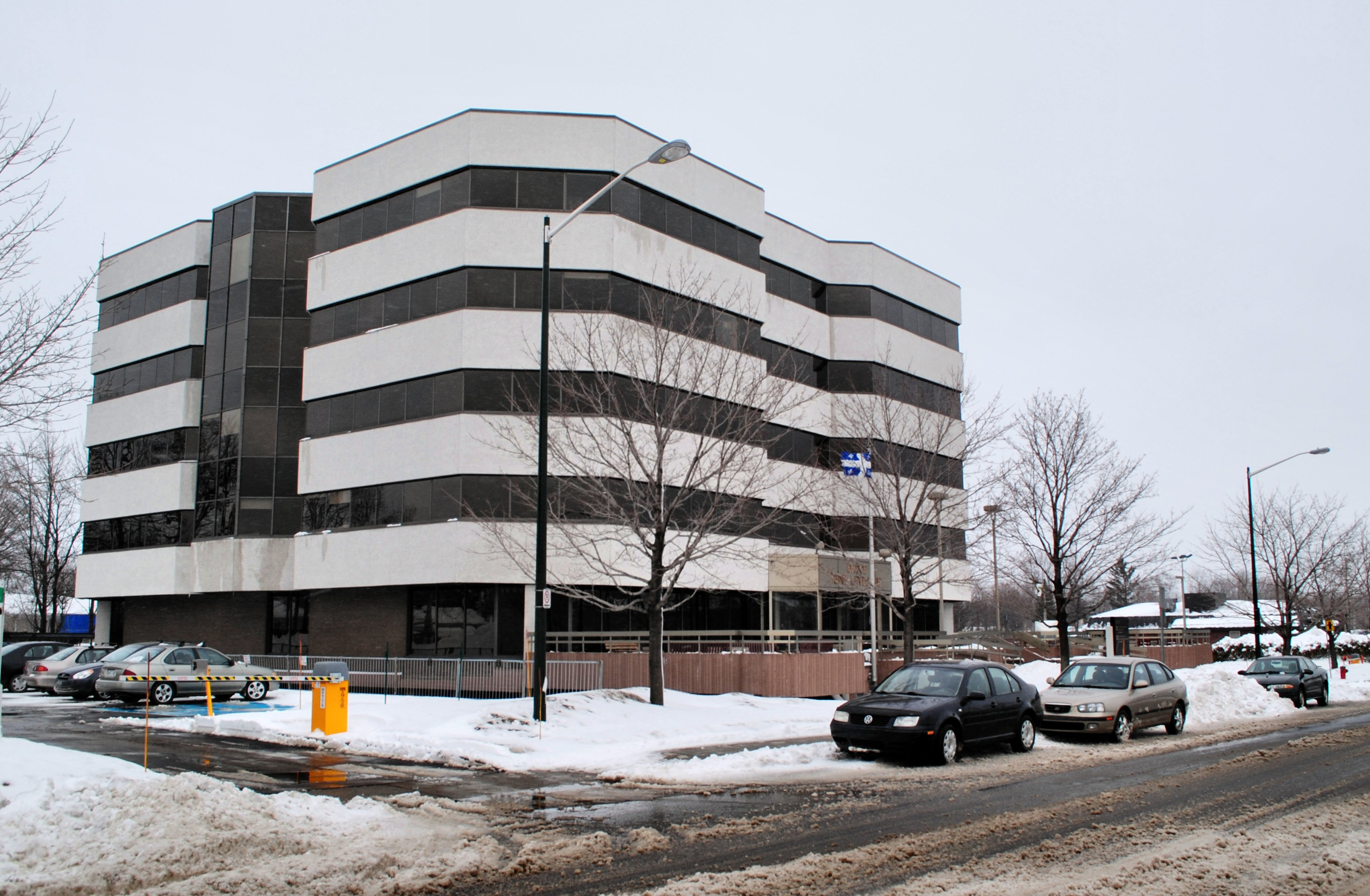
Siège social du Directeur général des élections du Québec à Québec

Les élections municipales permettent à la population d'élire tous les quatre ans leurs représentants ou de renouveler leurs mandats lors d'un scrutin uninominal majoritaire à un tour. C'est le Directeur général des élections du Québec qui voit au bon fonctionnement de ce processus démocratique, à la rédaction de la liste électorale et au découpage des districts électoraux dans toutes les municipalités locales de la province. Les élections municipales sont simultanées depuis 2005.
Pour voter lors d'une élection municipale québécoise il faut remplir certains critères de base :
- Être une personne physique
- Être majeur le jour du scrutin (18 ans)
- Être de citoyenneté canadienne
- Ne pas être dans un cas d’incapacité de voter prévu par la loi
- Remplir l’une des deux conditions suivantes :
  - être domicilié sur le territoire de la municipalité et, depuis au moins six mois, au Québec
  - être, depuis au moins douze mois, le propriétaire d’un immeuble ou l’occupant d’un établissement d’entreprise situé dans une municipalité locale.

Le suffrage universel est en vigueur aux élections municipales depuis 1968. Avant la modification de la loi, le scrutin était censitaire, c'est-à-dire que seul le propriétaire et ses enfants ou le locataire avait le droit de vote. Les femmes ont le droit de vote depuis 1940 au Québec.

##### Candidats
Pour être candidat aux élections municipales il faut remplir certaines conditions :
- Avoir le droit d’être inscrit sur la liste électorale de la municipalité; c'est-à-dire remplir les critères de l'électeur
- Résider de façon continue ou non sur le territoire de la municipalité depuis 12 mois le 1er septembre de l’année où doit avoir lieu l’élection
- Ne pas être inéligible selon la loi

Avant la réforme de 1968, seulement les propriétaires fonciers pouvaient occuper les postes d'élus.
Les cas d'inéligibilité pour un élu municipal peuvent être divisés en 5 catégories selon la Loi sur les élections et les référendums dans les municipalités :
- être membre dans le conseil d'une autre municipalité
- être président d'élection ou agent et représentant officiel d'un candidat ou d'un parti
- occuper une fonction politique, administrative, quasi-judiciaire ou judiciaire qui pourrait entrer en conflit d'intérêts avec le rôle de l'élu municipal :
  - Directeur ou procureur de poursuites criminelles et pénales
  - Juge dans un tribunal judiciaire
  - Directeur général des élections et les autres membres de la Commission de la représentation
  - Les ministres du gouvernement du Québec et du Canada
  - Les fonctionnaires, autres que les salariés au sens du Code du travail, du ministère des Affaires municipales et de l'Occupation du territoire et de tout autre ministère qui sont affectés de façon permanente au ministère des Affaires municipales et de l'Occupation du territoire
  - Les membres et les fonctionnaires, autres que les salariés au sens du Code du travail, de la Commission municipale du Québec
  - les fonctionnaires ou employés de la municipalité locale à l'exception des pompiers volontaires, les premiers répondants en soins préhospitaliers d'urgence et les personnes qui ne sont qu'assimilées par la loi comme des fonctionnaires ou à des employés de la municipalité
- posséder des intérêts financiers dans les contrats émis par la municipalité (certaines exceptions s'appliquent)
- avoir des dettes envers la municipalité

D'autres conditions peuvent rendre un élu inapte à siéger au conseil municipal :
- Avoir commis un acte criminel punissable de deux ans d'emprisonnement ou plus et pour lequel est condamné à un emprisonnement de 30 jours ou plus, que cette condamnation soit purgée ou non
- Être déclaré coupable d'une infraction qui est une manœuvre électorale frauduleuse
- Ne pas divulguer la nature de ces intérêts et/ou ne pas s'abstenir lors d'un vote constituant un conflit d'intérêts possible entre l'élu et la municipalité.

#### Conseil municipal

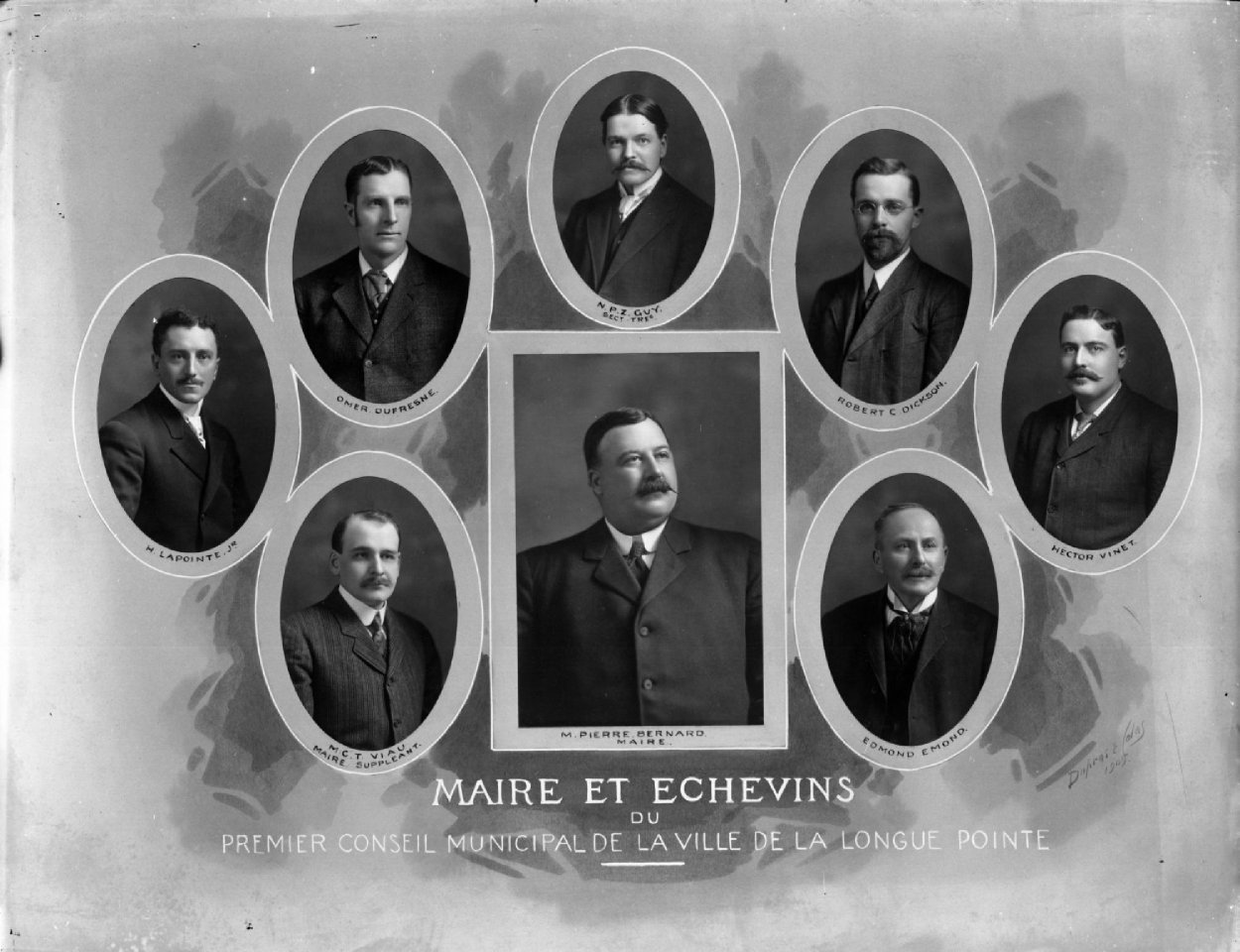
Conseil municipal de la ville de Longue-Pointe en 1910.

Le conseil municipal d'une municipalité locale québécoise est un regroupement d'élus qui exercent des pouvoirs législatifs, exécutifs et judiciaires au niveau local. Son rôle est de gérer la répartition des services, établir les priorités et faire en sorte que la municipalité se prévale de ses droits et remplisse ses obligations. Le conseil se prononce toujours sous forme de règlements ou de résolutions lors des séances publiques où le quorum est atteint, c'est-à-dire la moitié des membres plus un.
Les règlements diffèrent des résolutions par leur portée légale et la démarche nécessaire jusqu'à leur entrée en vigueur. D'abord, un avis de motion doit être donné dans une séance du conseil antérieure avant l'adoption du règlement et dans quelques cas, son approbation par le ministère des Affaires municipales et de l'Occupation du territoire du Québec est nécessaire. Le règlement entre en vigueur lors de sa publication dans un avis public. L'adoption d'une résolution est effectuée lorsque la loi le demande ou lorsque le règlement n'est pas nécessaire. La résolution doit figurer clairement dans le procès-verbal de la réunion ; elle entre en fonction dès son approbation par le conseil.
Les votes du conseil sont effectués à vives voix dans les municipalités locales régies par le Code municipal. Sous la Loi sur les cités et les villes, la méthode de votation est à la discrétion du conseil. À moins de nécessiter la majorité absolue, l'approbation de la moitié des membres du conseil présents plus un est nécessaire pour l'adoption d'un règlement ou d'une résolution. En cas d'égalité, la décision est négative. Le maire peut voter, mais n'a pas l'obligation de le faire comme les conseillers. Posséder des intérêts pécuniaires dans une question traitée lors de la séance du conseil demande la déclaration des intérêts et l'abstention de l'élu au vote. Un manquement à cette procédure rend un élu inapte à siéger au conseil municipal.

#### Maire
Contrairement aux conseillers municipaux, le maire représente l'ensemble de la municipalité locale ; il préside les séances du conseil et a le droit de surveillance, d’enquête et de supervision sur le fonctionnement de la municipalité et ses dépenses.
En temps de crise, le maire a le pouvoir d'attribuer des contrats et des dépenses pour protéger la vie, la santé des citoyens ou l’intégrité des équipements municipaux.

#### Conseillers municipaux
Les conseillers municipaux font valoir les intérêts de leur communauté et peuvent se faire attribuer des commissions, participer à des comités ou gérer des dossiers qu'ils doivent approfondir pour éclairer le conseil sur certains sujets.

#### Partis politiques et équipes
Les élus d'une municipalité locale peuvent parfois former une équipe ou un parti politique qui leur permet de défendre une plateforme électorale commune. Le parti politique diffère de l'équipe par sa plus grande complexité et son obligation de relever de la Loi sur les élections et les référendums dans les municipalités et de suivre ses règles sur le financement politique et les dépenses électorales. Les partis politiques sont également uniquement éligibles dans les municipalités locales de plus de 5 000 habitants. Les membres d'un parti assurent souvent ensemble l'organisation et le financement des campagnes électorales.

### Fonction publique municipale

#### Directeur général et secrétaire-trésorier
Appelé gérant dans le passé, le secrétaire-trésorier, aussi appelé directeur général, est le fonctionnaire principal d'une municipalité locale régie par la Loi sur les cités et les villes. Il gère les ressources humaines, matérielles et financières et représente le lien principal entre le conseil de ville, le comité exécutif, les comités et les fonctionnaires municipaux.

### Finances municipales
Les finances municipales au Québec sont encadrés par la Loi sur la fiscalité municipale, qui réglemente principalement l'origine des revenus, l'évaluation et la taxation foncière.

#### Revenus
Les revenus des municipalités québécoises proviennent majoritairement de trois sources internes : la taxation foncière, les taxes spécifiques et la tarification des services. Les transferts gouvernementaux vers les municipalités totalisaient pour leur part 1,9 milliard de dollars en 2008, soit environ 12 % des revenus totaux des municipalités locales .

## Services municipaux

### Aménagement, urbanisme et promotion économique

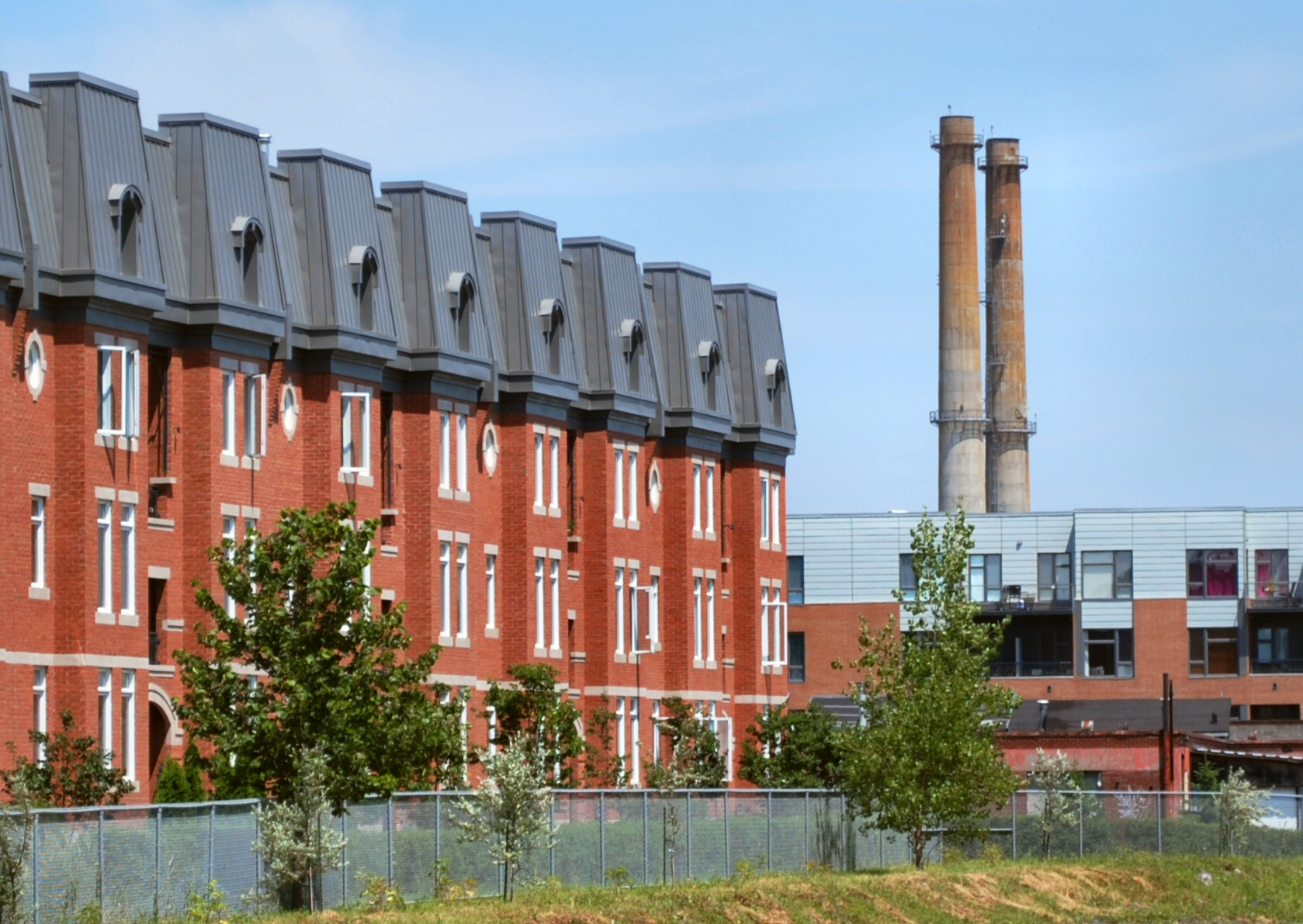
Maisons en rangées dans l'arrondissement Rosemont–La Petite-Patrie à Montréal

Au Québec, l'aménagement du territoire est un domaine de compétence locale et supra-locale permettant d'améliorer la qualité de vie du milieu tout en maximisant la valeur foncière des propriétés et assurer, du même coup, des revenus plus importants provenant de la taxe foncière pour les municipalités.
Ce domaine de compétence qui a comme objectif l'utilisation du territoire la plus rationnelles e possible doit également prendre en compte le développement économique de la municipalité. La promotion économique est la plupart du temps assurée par des corporations subventionnées distinctes de la municipalité qui sont chargés d'attirer les investisseurs autant dans le domaine industriel, que commercial ou touristique.

### Eau et égouts
On compte présentement 1 109 réseaux municipaux de distribution d’eau potable au Québec. Ils sont tous régis par le Règlement sur la qualité de l'eau potable appliqué par le ministère du Développement durable, de l'Environnement et des Parcs du Québec et fournissent de l'eau à 84 % de la population. La majeure partie de ces réseaux puisent leur eau potable d'une nappe phréatique. En tout, 697 réseaux possèdent une source souterraine, 200 tirent leur eau d'une rivière, 103 d'un lac, 50 du fleuve Saint-Laurent, 35 de sources mixtes, 16 d'un ruisseau et 8 d'un lac et d'une rivière. Les 263 stations de traitement approvisionnés en eau de surface fournissent à elles seules de l'eau potable à près de 70 % de la population de la province. L'eau tirée du fleuve Saint-Laurent est bue par plus de 2,4 millions de québécois. De toutes les stations de traitement, 97 % utilisent la chloration, 16 % sont dotées de système d'ozonation et 6 % utilisent les ultraviolets. Ces méthodes de traitement sont souvent combinées avec la filtration.
Le Québec est la province canadienne où les coûts reliés à l'entretien des réseaux de distribution d'eau est le plus bas. La gestion de ces infrastructures est la tâche des municipalités locales ou de certaines MRC. Les gouvernements canadiens et québécois peuvent participer au financement de ces infrastructures publiques.

### Électricité
Depuis la Révolution tranquille, la quasi-totalité de l'électricité produite et consommée au Québec est fournie par la société d'État Hydro-Québec. Depuis la nationalisation, seules quelques centrales privées et une dizaine de fournisseurs municipaux sont restés indépendants.
On compte en tout 10 fournisseurs d'électricité municipaux au Québec :
| - Coop de Saint-Jean-Baptiste de Rouville - Service de l'électricité de la Ville d'Alma | - Service de l'électricité de la Ville d'Amos - Service électrique de Baie-Comeau | - Hydro-Coaticook - Hydro-Joliette | - Hydro-Jonquière (Saguenay) - Hydro-Magog | - Hydro-Sherbrooke - Hydro-Westmount |

### Sécurité publique

#### Police

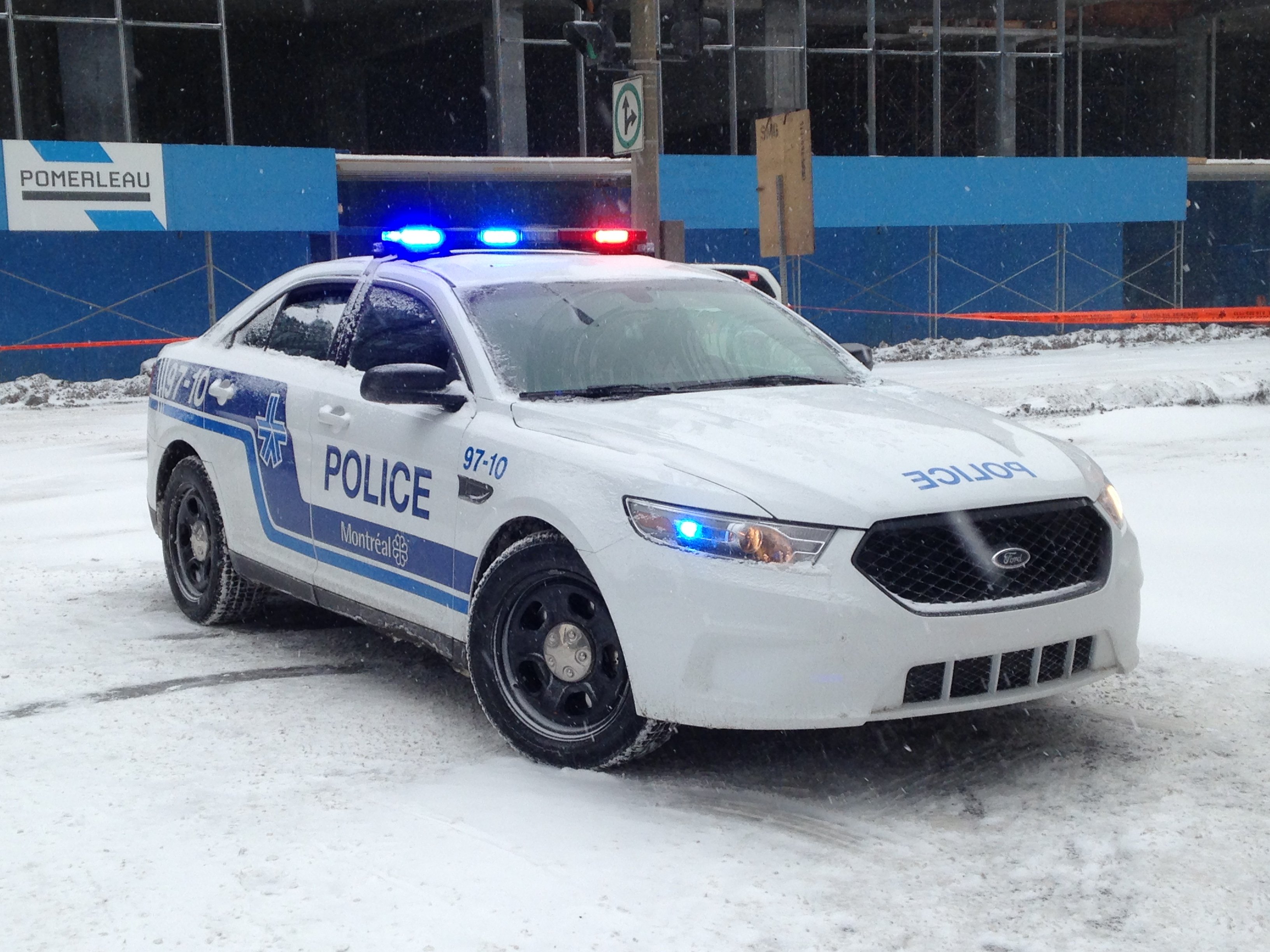
Véhicule du SPVM

La couverture policière dans les différentes municipalités locales du Québec est assurée par la Sureté du Québec, corps de police national régie par ministère de la Sécurité publique du Québec, et par plus de trente  services de police municipaux administrés au niveau local ou supra-local. Constituant un service essentiel au Québec, les corps de police adoptent un fonctionnement administratif de type militaire et se doivent d'assurer la disponibilité du service sans interruption.
La Sureté du Québec assure la couverture policière dans plus de 1038 municipalités locales de la province à l'aide de 111 postes répartis dans 9 districts qui couvrent l'ensemble du territoire québécois. Ce corps d'environ 5400 policiers tire la moitié de son financement du gouvernement du Québec et prélève le reste des municipalités et des autres communautés qu'il dessert. Cette option est souvent considérée plus économique pour les petites municipalités locales.
On compte actuellement 33 services de police municipaux au Québec . Les plus importants sont : le Service de police de la ville de Montréal avec 4 600 policiers, le Service de police de la Ville de Québec avec 730 policiers, le Service de police de Longueuil avec 540 policiers, le Service de police de Laval avec 525 policiers et le Service de police de la Ville de Gatineau avec 349 policiers. En moyenne, 85 % des coûts d'un service de police municipal sont les salaires des personnels.
Tel qu'indiqué par le ministère de la sécurité publique du Québec, les corps de police municipaux fournissent des services relatifs à la quantité de citoyens qu'ils desservent. On compte 6 niveaux de services policiers au Québec ; le sixième niveau est exclusif au service provincial fondé en 1877 qui est  la Sureté du Québec. La lutte contre le crime organisé, les crimes touchant les revenus de l'État, sa sécurité ou son intégrité, les transactions mobilières frauduleuses, les crimes à l'intérieur des établissements de détention fédéraux et la cybersurveillance ne sont pas couverts par les polices municipales et relèvent du service fédéral de police qu'est la " Royal Canadian Mounted Police " dont les autorités fédérales ont traduit les termes en français la " Gendarmerie royale du Canada " .

#### Lutte contre les incendies

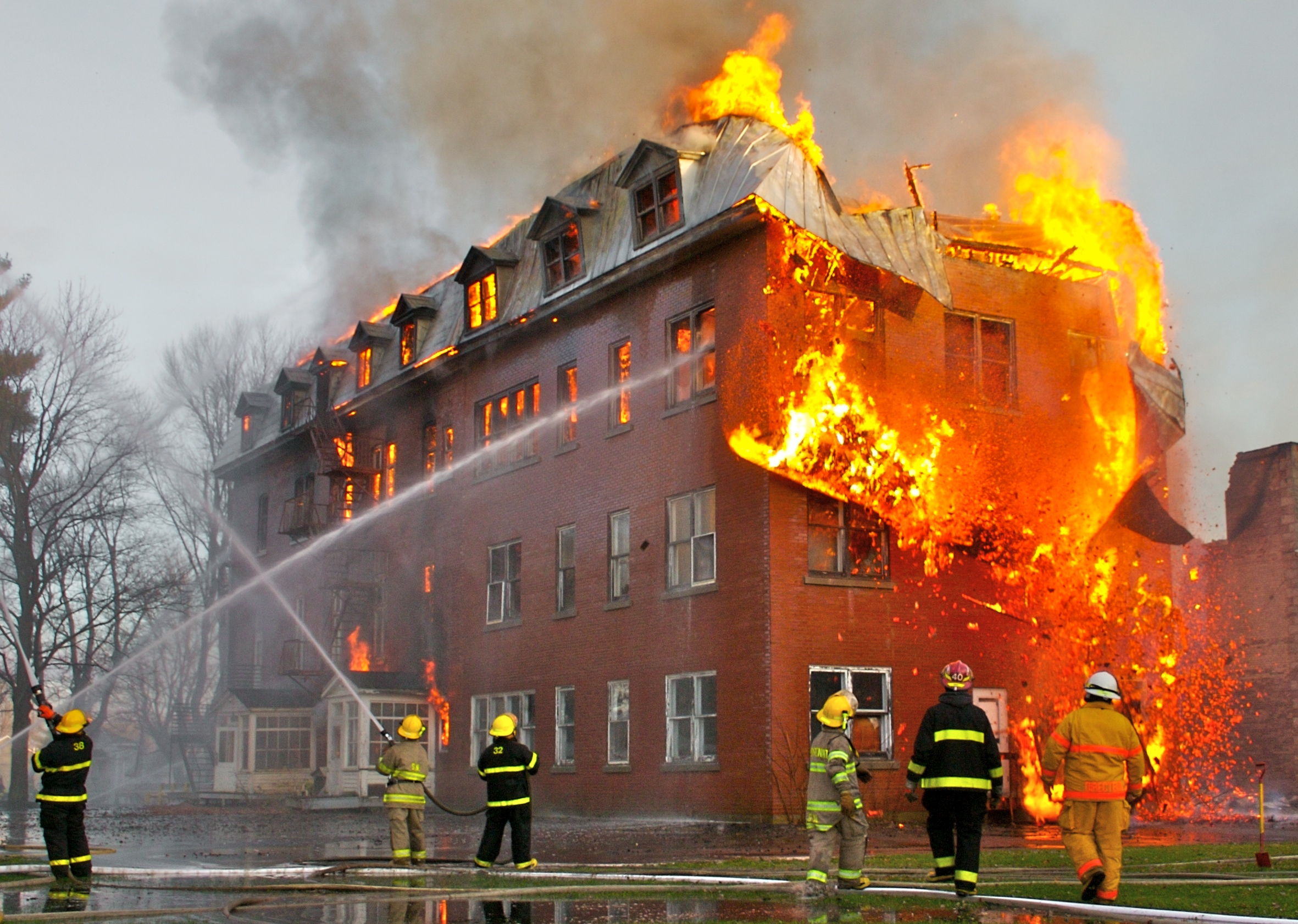
Les pompiers de Massueville, en Montérégie, combattant le feu qui fait rage dans un ancien couvent

En Amérique du Nord, le service de protection contre les incendies est historiquement à la source de l'organisation municipale. On retrouve 728 services de sécurité incendie sur le territoire québécois, soit 3 800 pompiers à temps plein et 18 000 à temps partiel.

## Sources bibliographiques
- Alain Baccigalupo, Les administrations municipales québécoises : des origines à nos jours, Montréal, Agence d'Arc, 1984, 617 p. (ISBN 2-89022-058-3).

- Bilan de la qualité de l'eau potable au Québec, Janvier 1995 - Juin 2002, Ministère du Développement durable, de l'Environnement et des Parcs du Québec, 2002 (ISBN 2-550-42108-6, lire en ligne)

- Robert J. Gravel, Les  institutions  administratives locales et régionales au  Québec : structures et fonctions, Sainte-Foy, Presses de l'Université du Québec, 1999, 131 p. (ISBN 2-7605-1041-7, lire en ligne).

- Pierre-Yves Melançon, La Politique Municipale Pour Tous : Un Guide Incontournable Pour les Citoyens et les élus, GroupEditions, 2009, 167 p. (ISBN 978-2-923656-13-7 et 2-923656-13-X).

- Pierre Prévost, La gestion  municipale au  Québec : perspectives  nouvelles, Boucherville, G. Morin, 1999, 194 p. (ISBN 2-89105-717-1).

- Diane Saint-Pierre, L'évolution municipale du Québec des régions : un bilan historique, Sainte-Foy, UMRCQ, 1994, 198 p. (ISBN 2-923656-10-5).

- (en) (en) Andrew Sancton et Robert Young, Foundations of governance : municipal government in Canada's  provinces, Toronto, University of Toronto Press, 2009, 544 p. (ISBN 0-802096-50-6).

- Guide  d’accueil et de référence pour les nouveaux élus municipaux, Ministère des Affaires municipales et de l'Occupation du territoire du Québec, 2009 (ISBN 978-2-550-57391-3, lire en ligne)

### Listes de municipalités du Canada
- Alberta
- Colombie-Britannique
- Île-du-Prince-Édouard
- Manitoba
- Nouveau-Brunswick
- Nouvelle-Écosse
- Nunavut
- Ontario
- Québec
- Saskatchewan
- Terre-Neuve-et-Labrador
- Territoires du Nord-Ouest
- Yukon